# 雪梨侏儒海馬
雪梨侏儒海馬（学名：Idiotropiscis lumnitzeri），为輻鰭魚綱棘背魚目海龍魚科的其中一種，分布於西南太平洋的澳洲雪梨海域，棲息深度6-30公尺，體灰白色具有紅褐色斑點及不規則條紋，體具紅色疙瘩，體長可達5.5公分，背鰭軟條15-16枚，棲息在半封閉式的岩礁區，卵胎生。